# Chiesa dei Paolotti
La chiesa di San Francesco di Paola, meglio conosciuta come chiesa dei Paolotti era un edificio religioso di che si ergeva in contrà dei Paolotti, esattamente all'angolo tra le attuali vie Belzoni e Paolotti a Padova. L'edificio era la chiesa del complesso conventuale dei padri Minimi. Dopo il 1806 divenne carcere dei Paolotti. Sull'area dell'edificio sorge una struttura occupata da alcuni dipartimenti dell'Università di Padova.

## Storia
L'area nel XIII secolo era occupata da una casa di ricovero retta dall'ordine degli Ospitalieri di Santo Spirito in Sassia. La chiesa dedicata a Santo Spirito è ricordata già nel Quattrocento, officiata dall'ordine dei Gesuati che la restaurarono nel 1433. A seguito della soppressione dell'ordine (1668), passò ai Padri Minimi che l'ampliarono, con il vicino convento, e la dedicarono al fondatore, san Francesco di Paola, nel 1706. A causa delle legislazioni ecclesiastiche napoleoniche chiesa e convento dei Padri "Paolotti" divennero, nel 1806, di proprietà demaniale. Il complesso fu trasformato in casa di pena: la chiesa venne suddivisa in numerose celle che furono poste in uso sino all'ultimo dopoguerra. Nel 1964 tutto il complesso fu raso al suolo per permettere la costruzione del nuovo polo universitario "Paolotti" su progetto dell'ingegnere architetto Giulio Brunetta.
Il complesso religioso ospitò il poeta Torquato Tasso.
Nel carcere "dei Paolotti" furono detenuti Luigi Pierobon, Francesco Sabatucci, Giacomo Miari, Flavio Busonera, Clemente Lampioni, Michelangelo Dall'Armellina, Mario Todesco e Alberto Cassol.
Durante il periodo della deportazione nazista vi furono imprigionate le ebree dirette alla Risiera di San Sabba.

## Descrizione

### Esterno
La chiesa, di non piccole dimensioni, era orientata sull'asse ponente-levante (abside rivolto a levante) e si ergeva verso la strada con la facciata e la fiancata. Accostato all'abside, su cui erano addossate pure le strutture del convento, si ergeva il campanile, demolito dopo il 1806. In alcune fotografie ottocentesche e novecentesche che ritraggono l'edificio già ridotto in prigioni, l'impianto cinquecentesco è ancora pienamente individuabile, caratterizzato da grandi finestroni a palladiana che si aprivano lungo le pareti e sull'abside, simile alla veneziana chiesa di San Girolamo.

### Interno
Il Rossetti nel 1780 descriveva una chiesa rigorosa, arricchita da opere pregevoli: il primo altare a destra era ingentilito da un lavoro di Pietro Damini La Beata Vergine Assunta con san Pietro Apostolo mentre sul presbiterio vi erano due grandi teleri raffiguranti storie di san Francesco di Paola, lavori di Jacopo Mareschi e due tele di Cristoforo Tasca. Il soffitto a lacunari era decorato dal pennello di vari artisti, tra cui Carlo Milanesi. Gli altari erano decorati da sculture dei Bonazza e di Francesco Bertozzi.
Nella vicina chiesa di Santa Sofia si conserva un ricco dossale d'altare seicentesco raffigurante san Francesco di Paola con scene della vita e miracoli del santo.